# Auxillia Mnangagwa

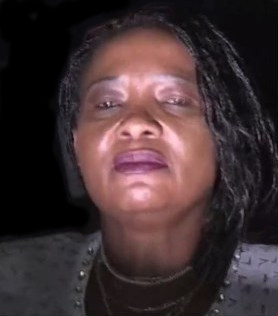
Auxillia Mnangagwa in November 2017

Auxillia Mnangagwa (sinh ngày 25 tháng 3 năm 1963) là một chính trị gia người Zimbabwe và đã từng là Đệ nhất Phu nhân Zimbabwe kể từ tháng 11 năm 2017, với tư cách vợ của Tổng thống Emmerson Mnangagwa. Sau hơn mười năm làm việc tại Bộ Nhân lực và Phát triển, bà gia nhập văn phòng Thủ tướng Chính phủ vào năm 1992. Bà được bầu làm Nghị sĩ Quốc hội Zanu-PF năm 2015, phục vụ cho cùng một khu vực bầu cử với chồng sau khi ông trở thành Phó Tổng thống dưới thời Robert Mugabe.

## Tiểu sử
Sinh ngày 25 tháng 3 năm 1963 tại huyện Mazowe ở trung tâm Mashonaland, Auxillia là đứa con thứ hai trong một gia đình có năm người. bà được nuôi dưỡng tại một trang trại ở Chiweshe, nơi bà theo học tiểu học và trung học. Cha mẹ bà ly dị khi bà học lớp 3. Sau khi hoàn thành một khóa học thư ký tại Silveira House, Chishawasha, năm 1981, bà làm việc cho Bộ Nhân lực và Phát triển dưới quyền Edgar Tekere. bà bước vào chính trị vào năm 1982, cuối cùng đã gia nhập Bộ Chính trị. Từ năm 1992, bà được bổ nhiệm vào chức vụ của Thủ tướng Chính phủ, gia nhập Tổ chức Tình báo Trung ương năm 1997. [3] Một số báo cáo cho rằng từ năm 1992, với tư cách là một sĩ quan an ninh cấp cao tại khách sạn Sheraton, bà đã cung cấp thông tin cho Mugabe về Emmerson Mnangagwa, lúc đó là người đứng đầu của CIO. Bà đã phủ nhận những cáo buộc này.
Năm 1997, bà bắt đầu theo học ngành Môi trường và Du lịch tại Đại học Zimbabwe. Bà rời quê hương tới Thụy Sĩ hai năm sau, tốt nghiệp ngành Quản trị Du lịch và Khách sạn vào năm 2001. Khi trở về Zimbabwe, bà tham gia bộ phận tài chính của Zanu-PF ở Kwekwe. Sau một nỗ lực không thành công để làm ứng cử viên đảng ZANU-PF ở trung tâm Mazowe, bà gia nhập Ủy ban Trung ương Đảng năm 2009. Thay mặt Zanu-PF, bà thành lập một số ngân hàng nữ tại Silobela, Zhombe, Kwekwe và Chirumanzu -Zibagwe ở tỉnh Midlands của Zimbabwe.
Sau khi chồng bà được bổ nhiệm làm Phó Tổng thống, bà vẫn giữ vị trí là thành viên của quốc hội vùng Chirumhanzu-Zibagwe. Sau khi hai ứng cử viên khác rút lui, bà đã giành chiến thắng trong cuộc bầu cử sơ bộ quốc hội vào năm 2015.